# رودريغو دا كوستا (لاعب كرة قدم)
رودريغو دا كوستا هو لاعب كرة قدم برازيلي في مركز الوسط، ولد في 20 ديسمبر 1993 في البرازيل. لعب مع تولسا روناكس.

## وصلات خارجية
- رودريغو دا كوستا (لاعب كرة قدم) على موقع قاعدة بيانات كرة القدم.إي يو (الإنجليزية)
- رودريغو دا كوستا (لاعب كرة قدم) على موقع Soccerway.com (الإنجليزية)